# كاتلين بيترز
كاثلين بيترز (من مواليد 6 نوفمبر 1996) هي لاعبة ألعاب قوى هولندية في سباقات المضمار والميدان تتنافس في سباقات الحواجز والركض السريع وتنافست سابقًا في أحداث مجمعة ورمي المطرقة. اشتهرت أكبر في سباقات 400 متر حواجز و400 متر. في سباق 4 × 400 متر تتابع، هي بطلة العالم لعام 2023 وبطلة العالم داخل الصالات لعام 2024 مع المنتخب الهولندي للسيدات. على المستوى الفردي فازت بالميداليات البرونزية في دورة الألعاب الأوروبية 2023 وبطولة أوروبا 2024 وخمسة ألقاب وطنية في البطولات الهولندية في 2020-2024. كجزء من فريق التتابع الهولندي 4 × 400 متر للسيدات، فازت بالميداليات الذهبية في بطولة أوروبا داخل الصالات 2023، بطولة العالم 2023، بطولة العالم داخل الصالات 2024، وبطولة أوروبا 2024 شاركت في تحقيق الأرقام القياسية الهولندية في الهواء الطلق وداخل الصالات.
وصل بيترز إلى منصة التتويج الوطنية لأول مرة في البطولة الهولندية 2019، حيث احتل المركز الثالث في سباق الحواجز. تابعت ذلك بانتصاراتها في البطولات الوطنية في 2020، 2021، 2022 و2023.